# Cam Ranh

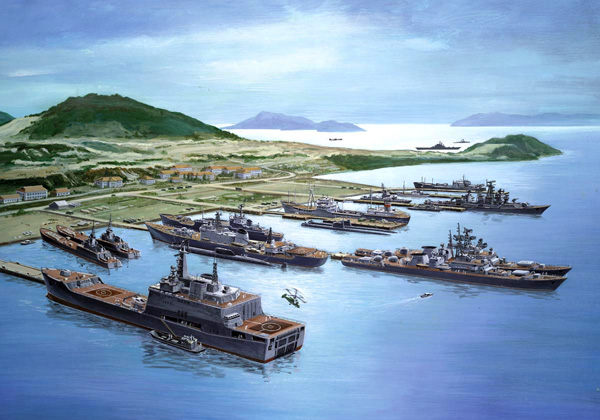
Målning från 1985, föreställandes sovjetiska örlogsfartyg i Cam Ranhs hamn. Det närmsta är landstigningsfartyget Ivan Rogov.

Cam Ranh är en stad (thị xã) i den södra delen av den vietnamesiska provinsen Khanh Hoa, och är belägen på en halvö inneslutande Cam Ranh-bukten på kusten mot Sydkinesiska havet. Folkmängden uppgick till 121 050 invånare vid folkräkningen 2009, varav 85 507 invånare bodde i själva centralorten. Detta gör staden till det näst största befolkningscentrat i provinsen, efter Nha Trang. Ba Ngoi (numera en stadsdel i Cam Ranh) på buktens västra strand var områdets främsta hamn och marinbas under den franska kolonialtiden. I samband med Vietnamkriget inrättades 1965 amerikanska flygfält i Cam Ranh.